# Schisturella dorotheae
Schisturella dorotheae är en kräftdjursart som först beskrevs av Hurley 1963.  Schisturella dorotheae ingår i släktet Schisturella och familjen Uristidae. Inga underarter finns listade i Catalogue of Life.